# Die Büchse der Pandora (película de 1929)
La caja de Pandora  (título original en alemán Die Büchse der Pandora) es una película muda alemana de la República de Weimar, dirigida por G. W. Pabst, basada libremente en las novelas de Frank Wedekind Erdgeist (El espíritu de la Tierra; 1895) y Die Büchse der Pandora (1904), que se estrenó el 30 de enero de 1929. Fue dirigida por el cineasta austriaco Georg Wilhelm Pabst y protagonizada por la estadounidense Louise Brooks. La trama gira alrededor de la agitada vida sentimental y desventuras de la joven Lulú, seductora e irreflexiva.

## Argumento
Lulú es una joven e impulsiva artista de vodevil, de naturaleza desinhibida y sexualidad libre, que provoca la perdición de casi todos los que la conocen. Contrae matrimonio con un respetable editor de periódicos, el Dr. Schön, pero pronto le conduce a la locura. En una discusión causada por un ataque de celos, ella lo mata accidentalmente al intentar arrebatarle una pistola. En el juicio es encontrada culpable de homicidio pero se escapa de la justicia con la ayuda de su antiguo chulo (al que ella considera como un padre) y del hijo de su marido muerto, Alwa, que también está enamorado de ella. Tras pasar varios meses en un garito de juego ilegal en Francia, donde Lulú es casi vendida como una esclava, escapa y termina con sus amigos en una miserable buhardilla en Londres.
Llevada por la pobreza a la prostitución, Lulú encuentra su perdición en Nochebuena a manos de su primer cliente, Jack el destripador. Le dice que no tiene dinero, pero a ella le agrada y lo invita a su buhardilla. Jack, conmovido, tira su cuchillo sin que se dé cuenta. Pero una vez en el interior, ve otro cuchillo sobre una mesa, y no puede resistir el impulso de matarla. Sin saber lo que está ocurriendo, en la calle, Alwa decide abandonarla y se une a un desfile del Ejército de Salvación.

## Reparto
- Louise Brooks: Lulú
- Fritz Kortner: Dr. Ludwig Schön

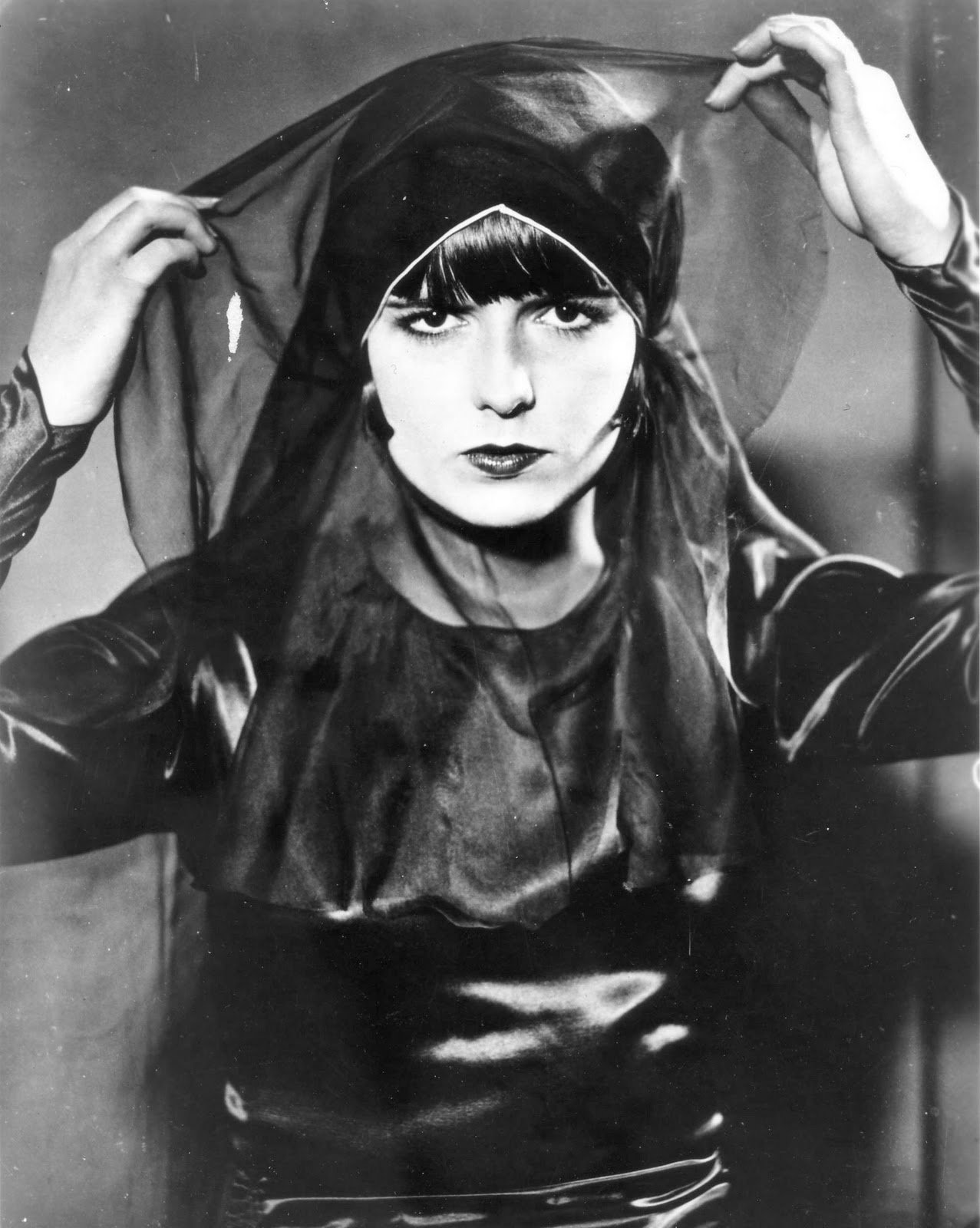
Louise Brooks en la película.

- Francis Lederer: Alwa Schön, hijo de Dr. Ludwig Schön[2]
- Carl Goetz: Schigolch, supuestamente el antiguo chulo de Lulú.[2]
- Krafft-Raschig: Rodrigo Quast
- Alice Roberts: condesa Anna Geschwitz, amante lesbiana de Lulú[2]
- Daisy D'Ora: prometida del Dr. Schön
- Gustav Diessl: Jack el destripador
- Michael von Newlinsky: marqués Casti-Piani
- Sigfried Arno: director de escena

## Producción
La caja de Pandora ya había sido adaptada a la gran pantalla por Arzén von Cserépy en 1921 en Alemania bajo el mismo título, con Asta Nielsen en el papel de Lulú. Como había un musical, obras de teatro y otras adaptaciones cinematográficas en ese momento, la historia era bien conocida en la cultura alemana de la época. Esto permitió a Pabst tomarse algunas licencias en la historia desarrollada en su película.
Pabst se había fijado en Brooks para el papel tras verla en A Girl in Every Port (1928) y trató de pedirla en préstamo a la Paramount, pero la productora no dio a conocer la oferta a la actriz hasta que ella abandonó el estudio tras una disputa salarial. La opción inicial de Pabst había sido Marlene Dietrich, pero la veía demasiado mujer fatal, mientras que Brooks aunaba erotismo e inocencia.

## Temas
La película destaca por su subtrama lésbica con la atracción del personaje de la condesa Augusta Geschwitz (en otros impresos Anna Geschwitz) interpretado por la actriz belga Alice Roberts, hacia Lulú. Muestra el estereotipo de la lesbiana con aspecto y actitudes masculinos, vistiendo esmoquin. Roberts se resistió a la idea de representar a una lesbiana.
El título hace referencia a la Pandora mitológica, que al abrir la caja que le habían entregado los dioses liberó todos los males del mundo, dejando encerrada sólo a la esperanza. En la película, esta conexión es citada explícitamente por el fiscal en la escena del juicio.

## Censura
Tras su estreno en Alemania, Pabst fue acusado de hacer una "versión escandalosa" de las obras de Wedekind, presentando a Lulú como "una devoradora de hombres". Los críticos berlineses rechazaron la cinta como una "parodia" del original. La presentación de la condesa como lesbiana también fue criticada, así como la interpretación de Brooks. Los historiadores cinematográficos consideran las iras contra la actriz como producto de que no era alemana.
La película fue proyectada en diversos países con varios metrajes, según los cortes de cada censura. En Francia la película fue editada para convertir a Alwa en el secretario de Schon en lugar de su hijo y la condesa se convirtió en una amiga de la infancia de Lulú, eliminando la subtrama lésbica entre ellas; Lulú resulta inocente en el juicio de esta versión y no aparece al final con Jack el Destripador sino que Lulú termina incorporándose al Ejército de Salvación. Esta versión modificada fue la también estrenada en el Reino Unido y Estados Unidos.

## Recepción
La película fue redescubierta por la crítica en los años 1950 recibiendo la aclamación de ésta. Los críticos modernos ahora consideran la película uno de los clásicos del cine alemán de la república de Weimar junto a cintas como El gabinete del doctor Caligari, Metropolis, Der Letzte Mann, y El ángel azul.
En 2009, Hugh Hefner financió la restauración de la película en su versión íntegra, que luego fue proyectada en el Festival de Cine Mudo de San Francisco de 2012. En su programa, el festival señaló: "Como una película fuertemente censurada que trata sobre los efectos psicológicos de la represión sexual, La Caja de Pandora cumple con los dos objetivos caritativos de Hefner: la expresión artística y una nueva película prístina, ambas finalmente desplegadas después de décadas de frustración."

## En la cultura popular
El grupo OMD dedicó su canción Pandora's Box del álbum Sugar Tax (1991) a Louise Brooks. En el videoclip del tema, aparecen imágenes y escenas de la película.